# Iclod
Iclod é uma comuna romena localizada no distrito de Cluj, na região histórica da Transilvânia. A comuna possui uma área de 67.92 km² e sua população era de 4441 habitantes segundo o censo de 2009.